# Conocimiento común
El conocimiento común es un término aplicado en lógica para definir un tipo de conocimiento especial para un grupo de sujetos. Decimos que existe conocimiento común de p en un grupo de sujetos G cuando todos los sujetos de G son conocedores de p, todos ellos saben que todos son conocedores de p, todos saben que todos saben que todos son conocedores de p, y así ad infinitum. David Kellogg Lewis fue el primero en introducir este concepto en la literatura filosófica en su estudio La convención (1969). El sociólogo Morris Friedell definió el conocimiento común en un tratado en 1969. En 1976 Robert Aumann le aplicó por primera vez una fórmula matemática en un marco teórico de conjuntos. Los informáticos se empezaron a interesar en el tema de la lógica epistémica en general, y en el conocimiento común en particular, a partir de los años 80. Existen numerosos acertijos basados en este concepto que han sido objeto de exhaustivos estudios por parte de matemáticos como John Conway. El filósofo Stephen Schiffer, en su libro Significado de 1972, desarrolló de manera independiente una idea que llamó «conocimiento mutuo» ({\displaystyle E_{G}p}) que funciona de manera muy parecida al «conocimiento común» de Lewis y Friedell de 1969.
Ejemplo
Acertijo
La idea de conocimiento común se suele introducir mediante alguna variable de los problemas de inducción: En una isla hay k personas con ojos azules, y el resto tiene los ojos verdes. Al principio, nadie en la isla sabe el color de sus propios ojos. Por norma, si una persona de la isla descubre que tiene los ojos azules, esa persona debe abandonar la isla al alba, de tal manera que nadie que haga ese descubrimiento duerma en la isla más allá del amanecer. En la isla, cada uno sabe el color de ojos de los demás. No existen superficies reflectantes y no se habla sobre el color de los ojos.
En un momento determinado, un forastero llega a la isla, reúne a todos sus habitantes, y anuncia públicamente: «Al menos uno de vosotros tiene los ojos azules». Además, todos saben que el forastero es sincero, y todos saben que todos lo saben, etcétera: es conocimiento común que es sincero, y, por lo tanto, el hecho de que al menos uno de los habitantes de la isla tiene los ojos azules se convierte también en conocimiento común ({\displaystyle C_{G}[\exists x\!\in \!G(Bl_{x})]}). El problema: suponiendo que todas las personas en la isla son completamente lógicas y que eso también es conocimiento común, ¿cuál es el resultado?
Solución
La respuesta es que en la madrugada k después del anuncio, todos aquellos que tienen los ojos azules abandonarán la isla.
Demostración
La solución se puede entender con un razonamiento inductivo. Si k=1 (es decir, solo hay una persona con ojos azules), esa persona se dará cuenta de que es la única con ojos azules (al ver que todos los demás tienen los ojos verdes) y se marchará al amanecer del primer día. Si k=2 el primer día no se marchará nadie. Las dos personas con ojos azules, al ver solo a una persona con ojos azules, y que nadie se ha ido el primer día (y por lo tanto, k>1), se marcharán el segundo día. Por lo tanto, se puede pensar que nadie se marchará los primeros amaneceres k-1 si y solo si hay al menos k personas con ojos azules. Aquellos con ojos azules, al ver k-1 personas con ojos azules entre todos los demás y sabiendo que debe haber al menos k, pensarán que tienen los ojos azules y se irán.
Lo más interesante de esta hipótesis es que si k>1, el forastero solo les está diciendo algo que los habitantes de la isla ya sabían: que algunos de entre ellos tienen los ojos azules. Sin embargo, hasta que no se anuncia, este hecho no es conocimiento común.
En el caso de k=2 es simplemente conocimiento de «primer orden» ({\displaystyle E_{G}[\exists x\!\in \!G(Bl_{x})]}). Todos aquellos con ojos azules saben que hay alguien más con ojos azules, pero no saben que los otros con ojos azules también lo saben.
En el caso de k=3 es conocimiento de «segundo orden» ({\displaystyle E_{G}E_{G}[\exists x\!\in \!G(Bl_{x})]=E_{G}^{2}[\exists x\!\in \!G(Bl_{x})]}). Todo aquel con ojos azules sabe que una segunda persona con ojos azules sabe que una tercera persona tiene los ojos azules, pero nadie sabe que hay una tercera persona que también lo sabe, hasta que el forastero hace su afirmación.
En general: si k>1 es conocimiento de «k-1 orden» ({\displaystyle E_{G}^{k-1}[\exists x\!\in \!G(Bl_{x})]}). Cada persona con ojos azules sabe que una segunda persona con ojos azules sabe que una tercera persona con ojos azules sabe que... (y repetimos hasta un total de niveles k-1) una persona kª tiene ojos azules, pero nadie sabe que hay una persona kª con ojos azules con ese conocimiento, hasta que el forastero hace su afirmación. La  idea de conocimiento común tiene, por tanto, un efecto palpable. El hecho de saber que todos lo saben marca la diferencia. Cuando el anuncio del forastero (un hecho conocido por todos, a menos que k=1, en ese caso la única persona con ojos azules no lo habría sabido hasta el momento del anuncio) se vuelve conocimiento común, las personas de la isla que tienen los ojos azules deducen su condición, y se marchan.
Formulación
Lógica modal (caracterización sintáctica)
Al conocimiento común se le puede dar una definición lógica en sistemas lógicos multi-modales en los que los operadores modales se interpretan epistémicamente. A nivel propositivo, estos sistemas son extensiones de la lógica propositiva. La extensión consiste en la introducción de un grupo G de sujetos y de n operadores modales Ki (si i=1,...,n) con el significado pretendido de que «el sujeto i lo sabe». Entonces Ki φ (donde φ es una fórmula de cálculo) se lee «el sujeto i sabe φ». 
«Podemos definir un sujeto EG con el significado entendido de que «todos en el grupo G lo saben».

{\displaystyle {\displaystyle E_{G}\varphi \Leftrightarrow \bigwedge _{i\in G}K_{i}\varphi ,}}

Abreviando {\displaystyle {\displaystyle E_{G}E_{G}^{n-1}\varphi }} con {\displaystyle {\displaystyle E_{G}^{n}\varphi }} y lo definimos {\displaystyle {\displaystyle E_{G}^{0}\varphi =\varphi }} podríamos entonces definir el conocimiento común con el siguiente axioma

{\displaystyle {\displaystyle C\varphi \Leftrightarrow \bigwedge _{i=0}^{\infty }E^{i}\varphi }}
Sin embargo, hay un problema. Los lenguajes de la lógica epistémica suelen ser finitarios, mientras que el axioma anterior define el conocimiento común como un conjunto infinito de fórmulas, por tanto, no es una fórmula de lenguaje bien formada. Para superar este problema, se puede dar una definición de punto fijo del conocimiento común. En principio, el conocimiento común se considera el punto fijo de la «ecuación» ({\displaystyle C_{G}\varphi =[\varphi \wedge E_{G}(C_{G}\varphi )]=E_{G}^{\aleph _{0}}\varphi }.  De este modo, es posible encontrar una fórmula  ψ, lo que implica que {\displaystyle {\displaystyle E_{G}(\varphi \wedge C_{G}\varphi )}} de la que, en el límite, podemos deducir el conocimiento común de φ.

A esta caracterización sintáctica se le da un contenido semántico a través de las llamadas estructuras de Kripke. Una estructura de Kripke viene dada por (i) una serie de estados (o mundos posibles) S, (ii) n relaciones de accesibilidad. {\displaystyle R_{1},\dots ,R_{n}}, definido {\displaystyle S\times S} representa intuitivamente lo que el sujeto i considera posible de cualquier estado, y (iii) una función de evaluación π asignando un valor real, en cada caso, a cada propuesta anterior del lenguaje. La semántica de Kripke para el conocimiento del operador viene dada, estipulando que  {\displaystyle K_{i}\varphi } es cierto si afirmamos que s iff φ es cierto en todos los casos t tal que {\displaystyle (s,t)\in R_{i}}. Entonces, la semántica del operador de conocimiento común se da tomando, para cada grupo de sujetos G, la conclusión reflexiva y transitiva {\displaystyle {\displaystyle R_{i}}}, para todos los sujetos i en G, llamemos a esta relación {\displaystyle R_{G}} y estableciendo que {\displaystyle {\displaystyle C_{G}\varphi }} es cierto si afirmamos que s iff φ es cierto en todos los casos t tal que {\displaystyle {\displaystyle (s,t)\in R_{G}}}. 
Teoría de conjuntos (caracterización semántica)
Alternativamente ( y de manera equivalente) el conocimiento común puede formularse utilizando la teoría de conjuntos (este es el camino que siguió Robert Aumann, laureado con el premio Nobel,  en su tratado pionero de 1976).Empecemos con un conjunto de sujetos S. A continuación podemos definir un caso E como un subconjunto del conjunto de sujetos E. Para cada sujeto i estableceremos una división en S, Pi. Esta división representa el estado de conocimiento de un sujeto en un caso concreto. En el caso s, el sujeto i sabe que en Pi(s) se da uno de los casos, pero no cuál.(Aquí Pi(s) indica el único elemento de Pi que contiene s. Nótese que este modelo excluye aquellos casos en los que los sujetos saben cosas que no son ciertas.)
Ahora podemos definir una función de conocimiento K de la siguiente manera:

{\displaystyle K_{i}(e)=\{s\in S\mid P_{i}(s)\subset e\}}
Esto es, Ki(e) es el conjunto de casos en los que el sujeto sabrá que se da ese caso. Es un subconjunto de e.
De manera similar a la formulación de la lógica modal anterior, podemos definir un agente para la idea de que «todos saben e»

{\displaystyle E(e)=\bigcap _{i}K_{i}(e)}
Del mismo modo que con el agente modal, repetiremos la función E, {\displaystyle E^{1}(e)=E(e)} y {\displaystyle E^{n+1}(e)=E(E^{n}(e))}. 
Con esto podemos definir una función para el conocimiento común,
{\displaystyle C(e)=\bigcap _{n=1}^{\infty }E^{n}(e).}

La equivalencia con el planteamiento sintáctico esbozado antes se puede ver fácilmente: consideremos una estructura de Aumann como la que se acaba de describir. Podemos definir una estructura de Kripke correspondiente tomando el mismo espacio S, (ii) relaciones de accesibilidad {\displaystyle R_{i}} que defina las clases de equivalencia correspondientes a las particiones {\displaystyle {\displaystyle P_{i}}}, y (iii) una función de valoración tal que dé valor real a la propuesta anterior p en todos y solo en los casos s tal que {\displaystyle {\displaystyle s\in E^{p}}}, donde {\displaystyle E^{p}} es el caso de la estructura de Aumann correspondiente a la propuesta primitiva p.No es difícil entender que la función de accesibilidad al conocimiento común {\displaystyle R_{G}} definida en la sección anterior corresponde al mínimo  aumento de las divisiones {\displaystyle P_{i}} para {\displaystyle i\in G}, esto es, la caracterización finitaria del conocimiento común dado también por Aumann en el tratado de 1976.

## Aplicaciones
David Lewis utilizó el conocimiento común en su informe pionero sobre la convención en la teoría de juegos. En este sentido, el conocimiento común es un concepto que sigue siendo clave para los lingüistas y filósofos de la lengua (ver Clarke 1996) que mantienen un relato convencionalista del lenguaje.
Robert Aumann introdujo una formulación teórica de conjuntos del conocimiento común (teóricamente equivalente a la anterior) y demostró el llamado teorema de la concordancia según el cual, si dos sujetos tienen una probabilidad común previa sobre un cierto caso, y las probabilidades posteriores son conocimiento común, entonces esas probabilidades posteriores son iguales. Un resultado basado en el teorema de la concordancia y probado por Milgrom demuestra que, dadas ciertas condiciones información y eficiencia de mercado, el intercambio especulativo es imposible.
El concepto de conocimiento común es fundamental en la teoría del juego. Durante muchos años se ha creído que la presunción de un conocimiento común de racionalización de los jugadores en el juego era fundamental. Resulta (Aumann y Brandenburger 1995) que, en juegos de dos jugadores, el conocimiento común de la racionalidad no es necesario como condición epistémica para las estrategias de equilibrio de Nash.
Los informáticos utilizan lenguajes que incorporan la lógica epistémica (y el conocimiento común) para razonar sobre los sistemas distribuidos. Estos sistemas pueden estar basados en una lógica mucho más complicada que la simple lógica epistémica, véase Razonamiento sobre agentes artificiales, Wooldridge, 2000 (donde utiliza una lógica de primer orden que incorpora operadores epistémicos y temporales) o Van del Hoek et al. Lógica epistémica del tiempo alterno.
En su libro de 2007, The Stuff of Thought: Language as a Window into Human Nature («El mundo de las palabras»), Steven Pinker utiliza la noción de conocimiento común para analizar el tipo de discurso indirecto implicado en las insinuaciones.